# Ray Donovan
Ray Donovan is een Amerikaanse televisieserie, bedacht door Ann Biderman voor Showtime. Het eerste seizoen ging in première op 30 juni 2013.  

## Verhaal
De serie speelt zich af in Los Angeles waar de Iers-Amerikaanse Ray Donovan (Liev Schreiber) voor het advocatenkantoor Goldman & Drexler werkt, dat vooral rijke mensen en beroemdheden vertegenwoordigt. Het is Donovans taak om onopvallend hun problemen op te lossen. Ray komt in de problemen wanneer zijn vader, Mickey Donovan (Jon Voight), onverwacht wordt vrijgelaten uit de gevangenis.

## Rolverdeling
| Acteur            | Personage                  |
| ----------------- | -------------------------- |
| Liev Schreiber    | Raymond "Ray" Donovan      |
| Paula Malcomson   | Abby Donovan               |
| Eddie Marsan      | Terrence ‘’Terry’’ Donovan |
| Dash Mihok        | Brendan "Bunchy" Donovan   |
| Pooch Hall        | Daryll Donovan             |
| Steven Bauer      | Avi Rudin                  |
| Katherine Moennig | Lena Barnum                |
| Kerris Dorsey     | Bridget Donovan            |
| Devon Bagby       | Conor Donovan              |
| Jon Voight        | Mickey Donovan             |
| Susan Sarandon    | Samantha Winslow           |
| Graham Rogers     | Jacob "Smitty" Smith       |
| Ambyr Childers    | Ashley Rucker              |

## Afleveringen
| Seizoen | Seizoen | Afleveringen | Uitgezonden       | Uitgezonden        |
| Seizoen | Seizoen | Afleveringen | Eerste aflevering | Laatste aflevering |
| ------- | ------- | ------------ | ----------------- | ------------------ |
|         | 1       | 12           | 30 juni 2013      | 22 september 2013  |
|         | 2       | 12           | 13 juli 2014      | 28 september 2014  |
|         | 3       | 12           | 12 juli 2015      | 27 september 2015  |
|         | 4       | 12           | 26 juni 2016      | 28 september 2016  |
|         | 5       | 12           | 6 augustus 2017   | 29 oktober 2017    |
|         | 6       | 12           | 28 oktober 2018   | 13 januari 2019    |

## Ontvangst

### Recensies
| Seizoen | Seizoen | Recensies          | Recensies         |
| Seizoen | Seizoen | Rotten Tomatoes    | Metacritic        |
| ------- | ------- | ------------------ | ----------------- |
|         | 1       | 77% (43 recensies) | 75 (36 recensies) |
|         | 2       | 73% (11 recensies) | 73 (7 recensies)  |
|         | 3       | 77% (13 recensies) | 71 (8 recensies)  |
|         | 4       | 50% (6 recensies)  | geen score        |
|         | 5       | 100% (5 recensies) | geen score        |
|         | 6       | 60% (5 recensies)  | geen score        |

Seizoen 1
Op Rotten Tomatoes geeft 77% van de 43 recensenten het eerste seizoen een positieve recensie, met een gemiddelde score van 7,54/10.  Website Metacritic komt tot een score van 75/100, gebaseerd op 36 recensies, wat staat voor "Generally favorable reviews" (over het algemeen gunstige recensies).
Seizoen 2
Op Rotten Tomatoes geeft 73% van de 11 recensenten het tweede seizoen een positieve recensie, met een gemiddelde score van 5,98/10.  Website Metacritic komt tot een score van 73/100, gebaseerd op 7 recensies, wat staat voor "Generally favorable reviews" (over het algemeen gunstige recensies).
Seizoen 3
Op Rotten Tomatoes geeft 77% van de 13 recensenten het derde seizoen een positieve recensie, met een gemiddelde score van 6,62/10.  Website Metacritic komt tot een score van 71/100, gebaseerd op 8 recensies, wat staat voor "Generally favorable reviews" (over het algemeen gunstige recensies).
Seizoen 4
Op Rotten Tomatoes geeft 50% van de 6 recensenten het vierde seizoen een positieve recensie, met een gemiddelde score van 6/10. 
Seizoen 5
Op Rotten Tomatoes geeft 100% van de 5 recensenten het vijfde seizoen een positieve recensie, met een gemiddelde score van 7,88/10. 
De Volkskrant gaf het vijfde seizoen 4 sterren en schreef: "De serie leunt misschien iets te veel op de clichés van het genre (...), vooral als het gaat over de frictie tussen het familieleven en de zaken die het daglicht niet kunnen verdragen. Maar daar staat een formidabele cast tegenover." 
Seizoen 6
Op Rotten Tomatoes geeft 60% van de 5 recensenten het zesde seizoen een positieve recensie, met een gemiddelde score van 6,08/10. 

### Prijzen en nominaties
Een selectie:
| Jaar | Prijs                       | Categorie                                                                 | Genomineerde    | Resultaat   |
| ---- | --------------------------- | ------------------------------------------------------------------------- | --------------- | ----------- |
| 2014 | Golden Globe (71ste editie) | Beste acteur in een dramaserie                                            | Liev Schreiber  | Genomineerd |
| 2014 | Golden Globe (71ste editie) | Beste mannelijke bijrol in een televisieserie, miniserie of televisiefilm | Jon Voight      | Gewonnen    |
| 2014 | Emmy Award (66ste editie)   | Beste mannelijke bijrol in een dramaserie                                 | Jon Voight      | Genomineerd |
| 2015 | Golden Globe (72ste editie) | Beste acteur in een dramaserie                                            | Liev Schreiber  | Genomineerd |
| 2015 | Golden Globe (72ste editie) | Beste mannelijke bijrol in een televisieserie, miniserie of televisiefilm | Jon Voight      | Genomineerd |
| 2015 | Emmy Award (67ste editie)   | Beste mannelijke hoofdrol in een dramaserie                               | Liev Schreiber  | Genomineerd |
| 2016 | Golden Globe (73ste editie) | Beste acteur in een dramaserie                                            | Liev Schreiber  | Genomineerd |
| 2016 | Emmy Award (68ste editie)   | Beste mannelijke hoofdrol in een dramaserie                               | Liev Schreiber  | Genomineerd |
| 2016 | Emmy Award (68ste editie)   | Beste mannelijke bijrol in een dramaserie                                 | Jon Voight      | Genomineerd |
| 2016 | Emmy Award (68ste editie)   | Beste regie van een dramaserie                                            | David Hollander | Genomineerd |
| 2016 | Emmy Award (68ste editie)   | Beste gastrol in een dramaserie                                           | Hank Azaria     | Gewonnen    |
| 2017 | Golden Globe (74ste editie) | Beste acteur in een dramaserie                                            | Liev Schreiber  | Genomineerd |
| 2017 | Emmy Award (69ste editie)   | Beste mannelijke hoofdrol in een dramaserie                               | Liev Schreiber  | Genomineerd |
| 2017 | Emmy Award (69ste editie)   | Beste gastrol in een dramaserie                                           | Hank Azaria     | Genomineerd |
| 2018 | Golden Globe (75ste editie) | Beste acteur in een dramaserie                                            | Liev Schreiber  | Genomineerd |